# Округ Маршал (Тенеси)
Округ Маршал (енгл. Marshall County) је округ у америчкој савезној држави Тенеси.

## Демографија
По попису из 2010. године број становника је 30.617, што је 3.85 (14,4%) становника више него 2000. године.
| Група             | 2000.          | 2010.          |
| Белци             | 23.595 (88,1%) | 26.565 (86,8%) |
| Афроамериканци    | 2.081 (7,8%)   | 2.003 (6,5%)   |
| Азијати           | 84 (0,3%)      | 133 (0,4%)     |
| Хиспаноамериканци | 767 (2,9%)     | 1.386 (4,5%)   |
| Укупно            | 26.767         | 30.617         |